# 北京师范大学哲学与社会学学院
39°57′34″N 116°22′09″E / 39.959382°N 116.369071°E
北京师范大学哲学与社会学学院是北京师范大学的曾经的一个院系。现在已经拆分。

## 历史
始于1953年成立的北京师范大学政治教育系。1979年6月，在原政治教育系哲学教研室的基础之上成立哲学系。1988年，原政教系并入哲学系。1994年，中学思想政治课研究中心及《思想政治课教学》杂志社并入哲学系。2003年北京师范大学哲学与社会学学院在原哲学系的基础上成立。设有3个系：哲学系、思想政治教育系、社会学系。
截止2014年下半年，北京师范大学哲学与社会学学院拥有博士后流动站1个；一级学科博士学位授权点2个；二级学科博士学位授权点13个，自主设置博士学位授权点2个；二级学科硕士学位授权点15个；3个本科专业：哲学、社会工作、思想政治教育。
2015年1月，北京师范大学哲学与社会学学院正式更名为北京师范大学哲学学院；同年3月，北京师范大学社会学院在原社会学系的基础上整合学校其他相关资源成立，哲学学院仅包含哲学系、思想政治教育系，北京师范大学哲学与社会学学院不复存在。

## 校友
哲学与社会学学院有知名校友齐振海、袁贵仁、田聪明、韩震、杨耕、张曙光、周桂钿、廖申白等。